# 密支那战役
密支那战役為中日戰爭的滇西緬北戰役一序列大型戰役之一，戰爭時間在1944年5月至8月，地點在緬甸密支那。

## 戰場背景
密支那是緬甸北部交通重鎮，這個城市從緬甸有信史開始就是中國境內與緬甸的商阜要驛，在英屬緬甸時代建造的緬甸鐵路北線終點，是緬甸北部的樞紐城市。
從密支那乘坐火車南下可達莫岡、曼德勒和仰光等地，其往南的公路又和滇緬公路相通，密支那北部又有公路可達中緬邊境，若往西走又可達正在修築的雷多公路。而這座城市在1942年日本入侵緬甸後已經被日軍佔領，並修築了密支那機場，佈署了戰鬥機干擾駝峰航線。奪回密支那，對同盟國的東南亞戰爭來說相當重要。因為若不能攻佔密支那，中印公路就不能和滇緬公路連接，同盟國的援華物資就不能被送到中國大後方，在密支那城西北也有兩個軍用機場，這是日軍重要的空軍基地，故攻佔密支那機場，壓縮緬甸戰場中日軍制空權也是戰爭的其中一項重要任務。

## 戰爭爆發前的佈署
1943年10月，以中國遠征軍為核心的印度北方同盟國部隊向緬甸境內發兵，從後半年發生的一連串戰役中有效的在摧毀日本帝國陸軍第18師團於緬甸北部胡康河谷佈署的防線，穩定將戰線推進入孟拱河谷。
但是雨季從1944年3月17日開始到來，曾一度潰退的18師孟拱河谷的南方出口，位在孟拱東北方的卡盟周遭集結了殘存戰力重組防線，卡盟為孟拱河與印道河的交會點。
同盟國軍開始擔心陸軍用兵將受到天候阻礙，而英帕爾戰役在1944年4月初大致底定後，蒙巴頓總司令在1944年4月3日的會議中要求約瑟夫·史迪威佔領孟拱至密支那一帶區域。戰況膠著的狀況下，史迪威企圖以一次快速奇襲去擊垮日本在緬甸北部的防禦，這個思維成為密支那戰役攻勢的核心構想。
日本方面在記載密支那作戰時只會討論守備密支那城的114聯隊第1大隊的1個步兵中隊、1個步兵小隊、機槍中隊的1個小隊、大隊炮1個分隊，第2大隊的1個步兵中隊，聯隊炮中隊的半部(野炮1門、速射炮2門)，通信隊主力，機場守備隊及憲兵隊，共約1,200餘人，後續增援第56師團第113聯隊1個大隊、野砲兵1個中隊及工兵第56聯隊約2,000餘人。但是密支那戰役是包括在卡盟駐守部隊在內，因此在西方國家的戰史中會將第18師55聯隊、56聯隊、第56師146聯隊、第2師團第4聯隊等5個團構成的混編部隊，在密支那周邊投入戰爭的規模超過將近10,000人。
同盟國的參戰部隊以中國駐印軍為主，以鄭洞國率領的國民革命軍陸軍新編第一軍為核心，下轄新編第38師（師長孫立人）、新編第22師（師長廖耀湘）、新編第30師（師長胡素）。第50師（師長潘裕昆）僅派遣149團與150團，在4月15日增員撥入新22師指揮、第14師以及美國的麥瑞爾突擊隊，總兵力約3萬餘人。

## 戰役經過
前哨戰役

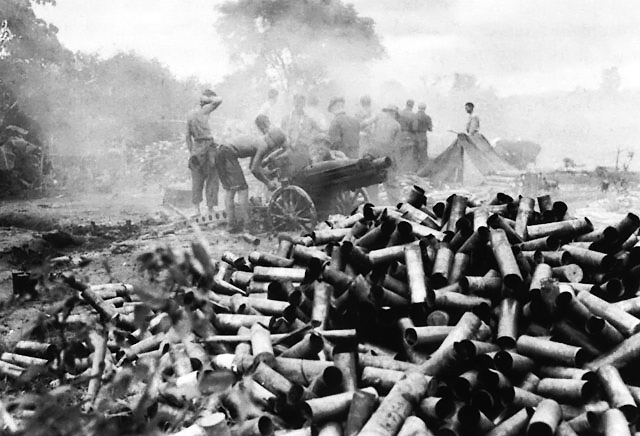
密支那戰役中中國遠征軍炮兵正以M1A1榴彈炮進行火力支援

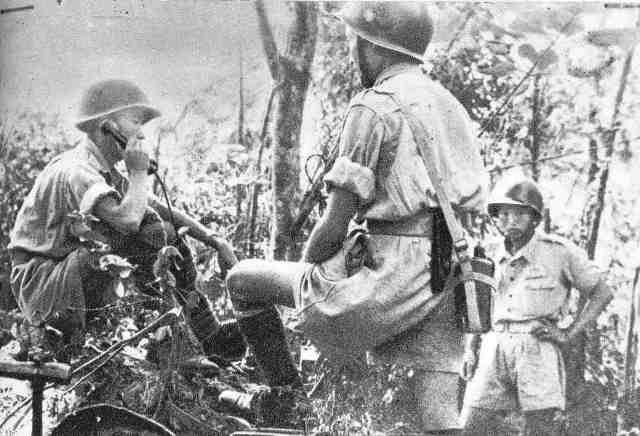
正以無線電通訊的中國遠征軍

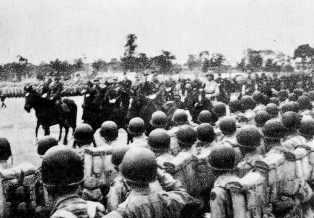
已替換美械的國軍士兵是這次戰役的主力

密支那外圍的作戰是圍繞著突穿孟拱河上游城市卡盟一帶發生，在國軍史冊中稱為孟拱河谷戰役。在1944年4月23日即打響，當日新22師發兵試圖試圖迂迴穿透卡盟守軍，在chishidu前遭到第4聯隊阻礙無法前進，但是新38師則持續將日軍防線發動攻勢，並壓縮日軍右翼（卡盟西側）的防線。新38師112團、113團則以徒步穿透的方式使用14天穿越卡盟西方的庫芒山脈，113團成功入侵卡盟西南方的拉班，隨後，112團則是迂迴了更長距離，在5月21日出發，在5月25日攻入孟拱和卡盟中間的中繼城市西通（seton），並在5月27日肅清該地日軍。該城市當時駐紮的主要軍力是日本陸軍錙重兵第12聯隊，為18師團的野戰後勤專屬單位。以及砲兵第21大隊第1中隊、警備隊2個大隊。肅清西通殲滅不超過1,000日軍，但是繳獲了35輛卡車、1輛吉普車、1輛轎車、8個裝有食糧與彈藥的倉庫、100匹馬、4門150公厘火砲，摧毀了卡盟守軍的續戰力。
由於孟拱河谷的戰局危殆，原本駐守密支那的114聯隊一部分與第56師團146聯隊緊急湊組投入卡盟突圍，這讓密支那的守備戰力更加弱化，這為史迪威的奇襲作戰提供了適合的發動條件。
盟軍突擊
孟拱河谷防線遭到壓迫對日軍有著另一件不利要素：無力監控緬北山區，尤其中國遠征軍幾次迂迴滲透都是穿越日軍原本認知無力穿越的山岳地帶，更顯示日軍野戰情報已經無法有效偵查的困境。
4月21日，以麥瑞爾突擊隊與中國遠征軍混編的突擊縱隊在太克里（Taikri）集結，並分成三個縱隊出發。分別為第1縱隊（K Force），4月28日、第2縱隊（H Force），4月30日、第3縱隊（M Force），5月7日。協助他們長程突襲的支援單位有西格雷夫醫院（Seagrave Hospital）派出的醫療團隊，編為第73後送醫院與第42移動式外科醫院。史迪威的作戰計畫是希望在5月12日前第1與第2縱隊要抵達密支那，但除了雨季讓行軍不順之外，第1縱隊在5月6日至12日在丁克路高（Tingkrukawng）與日軍密支那守備隊接戰，使突擊縱隊的行動受到阻礙，但第2縱隊並未被日軍發現，到5月16日晚間潛入至密支那西方南圭村（Namkwi），該處距離密支那城西方機場距離僅不到2英里。
5月17日凌晨，第10航空隊對密支那機場進行炸射，早上10點，第2縱隊發起突擊，150團突入密支那西機場肅清守軍搶佔跑道，5307部隊第2營則朝南衝佔帕瑪蒂（Pamati，部分中文翻譯為跑馬地/跑馬堤）渡口截斷可能以伊洛雅底江水運的增援，山砲連則固守南圭截斷緬甸鐵路。上午的突擊可說完全成功，機場中8架日軍飛機立即被炸毀，日軍守備隊並無警覺盟軍入侵，使得駐守機場的第15飛行場大隊快速遭到肅清，來不及破壞機場，其餘守軍則退入密支那城內。縱隊指揮官查爾斯·牛頓·亨特上校隨後即向後方指揮總部傳達攻下機場的暗號：“Merchant of Venice”「威尼斯商人」。由第10航空隊與第14航空隊的運輸機拖曳載運600名增援士兵的CG-4A滑翔機在下午16時30分抵達密支那機場，運來了更多中國駐印軍部隊，除了固守機場，也守備鐵路以防孟拱守軍乘坐火車增援密支那。
從5月17日下午，5307部隊指揮官麥瑞爾下令150團攻占密支那，150團派出2個營的兵力開始突入密支那城內，但因為迷路跑到西北方的Sitapur，遭到日軍守軍擊退。150團團長黄春城上校嚴重低估了守城的日軍數量，他原先判斷守軍只有300人，但實際守軍卻遠超過他的想像。5月18日，150團再度向密支那城發動強攻，原先受阻於日本守軍的第1縱隊與第3縱隊也成功突破進入密支那，這批部隊混編後向北機場發動攻勢。但是因守軍戰力充足，攻擊北機場的盟軍雖一度佔領機場，在同日被第114聯隊第2大隊給逐出，150團攻入密支那城內的目標是密支那火車修理廠與火車站，但是遭到日軍守軍逆襲而遭到孤立包圍，5月19日第3營營長郭文軒中彈身亡。由於150團攻勢多次受挫，且陣亡了2位營長，5月21日撤回帕瑪蒂。
藉由密支那機場，駐印軍陸續空運了以下部隊：
- 新30師

89團第2營
90團一部分
- 第14師

41團第2營
42團第3營
- 第50師

149團部分部隊
除了空運部隊，原先受阻於日本守軍的第1縱隊與第3縱隊也成功突破進入密支那，雖然突擊縱隊也被長時間山地突擊所帶來的傷病所苦，但同盟國最終為了佔領密支那集結了5個團級兵力，戰鬥也從原先的突襲任務轉為持久戰。當時日軍對戰役自始至終都無法有效掌握盟軍攻擊規模，33軍認為盟軍組成了將近3萬人的突擊部隊。因此抽調了緬北其他地方的部隊試圖救援，這讓孟拱河谷與龍陵騰衝等地的日本前線守軍更加弱化。
因150團的攻勢受挫，麥瑞爾曾一度下令撤換團長並移送軍法審判，這個命令使密支那的國軍官兵爆發憤怒，並抵制麥瑞爾的指揮。史迪威為了平息怒火，在5月23日撤換麥瑞爾的指揮官職務，5307部隊由第三縱隊的指揮官George M. McGee上校接任，同時解散中美混合突擊隊編制，所有單位回歸原部隊指揮，新30師師長胡素、50師師長潘裕昆抵達密支那擔任指揮其所屬野戰部隊。密支那當面的作戰指揮則由史迪威指揮部的參謀長海登·柏德諾准將負責。然而柏德諾對於城鎮戰也無有效的作戰知識，加上大雨影響作戰，整體攻勢受阻，且日軍在5月底由56師團水上源藏少將率領一個步兵聯隊趕來增援，強化了日軍防禦。同盟國在6月13日再度發動總攻，卻被密支那守軍逆襲受挫，而柏德諾准將疚罪於新30師師長胡素指揮不力而將其撤換，此作為再度引爆國軍官兵的情緒，史迪威在6月18日再度親至密支那視察戰況，柏德諾在指揮能力上的不足加上瘧疾復發，使史迪威決定6月25日決定再度更換指揮官，由魏賽爾（Theodore F. Weasels）准將負責作戰策畫，實際前線指揮則由新一軍軍長鄭洞國調度。
鄭洞國接手後，下令部隊採取壕溝戰，以戰壕的方式逐步壓縮日軍防禦圈。辻政信以個人名義對水上源藏少將發出死守密支那命令。
6月下旬，孟拱河谷戰役由國軍獲勝。7月1日，新38師攻佔孟拱，開通了鐵路交通線的新一軍開始增援密支那。7月12日，魏賽爾下令發動總攻。第10航空隊在同日出動了39架B-25轟炸機協助攻勢，第88戰鬥機中隊則提供了有效的近接空中火力支援。7月18日，國軍新30師第90團一部分以空運方式轉移到密支那增援作戰，7月26日，5307部隊攻占密支那北機場，日本守軍在此之後遭到完全孤立，防禦力也顯著弱化。戰至7月27日，密支那城已大部份被國軍攻下而日軍祇能死守在市中心的幾處地方，7月31日晚，國軍第14師第42團夜渡伊洛雅底江並切斷了日軍後勤補給線和退路，國軍也組成手持汤普森冲锋枪的百人敢死隊偷襲日軍指揮部，在得手後用無線電通知國軍大舉進攻。
1944年8月2日，盟軍攻佔密支那，水上源藏少將指揮步兵第114聯隊在密支那與盟軍展開死戰直到1944年8月3日被攻陷為止。水上獨自將死守命令壓下，下令殘存的守軍突圍撤退，水上本人則在部下撤退後於8月1日自殺（後追晉中將）。水上的副官回到軍團司令部準備報告戰況時，辻政信一邊大罵「不是叫你們死守嗎？為什麼你們還有臉回來！」一邊痛毆他，最後是在旁的其他師團長看不下去而制止。

### 引用
1. 1 2  Jaques, Tony. . Greenwood Publishing Group. 2007  [2018-04-17]. （原始内容存档于2019-08-12） （英语）. 已忽略未知参数|p age= (帮助)
2. ↑  . www.ibiblio.org.   [2018-04-17]. （原始内容存档于2018-04-17） （英语）.